# Ed Wood (film)
Vous lisez un « bon article » labellisé en 2018.
Pour l'article consacré au réalisateur, voir Ed Wood.
Pour plus de détails, voir Fiche technique et Distribution.
Ed Wood est un film de Tim Burton sorti en 1994. Il s'agit de la biographie du réalisateur Ed Wood, considéré comme « le plus mauvais réalisateur de tous les temps », qui se concentre sur son amitié avec Béla Lugosi et sur les réalisations de Glen or Glenda?, La Fiancée du monstre et Plan 9 from Outer Space. Johnny Depp interprète le rôle-titre alors que Martin Landau incarne Lugosi.
Tim Burton doit à l'origine être seulement le producteur du film avant de décider de le réaliser à la suite du renoncement de Michael Lehmann. Le projet est développé en collaboration avec Columbia Pictures mais la compagnie vend ses droits à Walt Disney Pictures en raison de la décision de Burton de tourner le film en noir et blanc. Le tournage se déroule à Los Angeles et dure un peu plus de trois mois.
À sa sortie, le film est un échec commercial mais est salué par la critique. Martin Landau est récompensé pour son interprétation par l'Oscar du meilleur acteur dans un second rôle et le film remporte également celui du meilleur maquillage. De nombreuses libertés sont prises dans le film avec la vie d'Ed Wood et de son entourage de façon assumée, Tim Burton souhaitant mettre l'accent sur l'optimisme du personnage et la constitution autour de lui d'une famille d'élection lui permettant de mettre en œuvre sa passion de cinéphile.

## Synopsis
En 1952, à Hollywood, Ed Wood cherche à percer dans l'industrie du cinéma. Il rencontre le producteur Georgie Weiss alors que celui-ci cherche à faire un film inspiré de l'histoire de Christine Jorgensen (la première personne à s'être fait opérer pour changer de sexe) et lui propose d'écrire le scénario. Peu après, Wood rencontre Béla Lugosi et les deux hommes deviennent rapidement amis. Wood persuade Weiss de le laisser réaliser le film car lui-même aime s'habiller en femme et en mettant en avant la participation de Lugosi au projet. Wood réalise son rêve en étant à la fois acteur, scénariste, réalisateur et producteur de Glen or Glenda? mais le film est un grave échec à la fois commercial et critique.
Dolores Fuller, la petite amie de Wood, l'encourage à persévérer et à trouver le financement de son nouveau projet, La Fiancée du monstre, en dehors du studio system. Wood rencontre Loretta King et, à la suite d'un quiproquo, l'engage pour tenir le premier rôle féminin du film en pensant qu'elle a l'argent pour le financer. Le tournage commence mais est interrompu quand il s'avère que King n'a pas l'argent nécessaire pour financer la production. Wood réussit néanmoins à trouver un autre mécène et termine son film. Dolores, exaspérée par les travestissements de Wood et furieuse de n'avoir pas pu jouer le rôle qui avait été écrit pour elle, décide de le quitter lors de la soirée de fin de tournage. Peu après, Lugosi, souffrant de dépression et d'une addiction à la morphine, tente de se suicider mais Wood l'en dissuade et le pousse à suivre une cure de désintoxication. Wood rencontre ensuite Kathy O'Hara et entame une relation amoureuse avec elle, celle-ci ayant bien réagi quand Wood lui a dit qu'il aimait s'habiller en femme. Lors de la première de La Fiancée du monstre, les spectateurs en colère poursuivent l'équipe du film jusqu'à l'extérieur de la salle de cinéma.

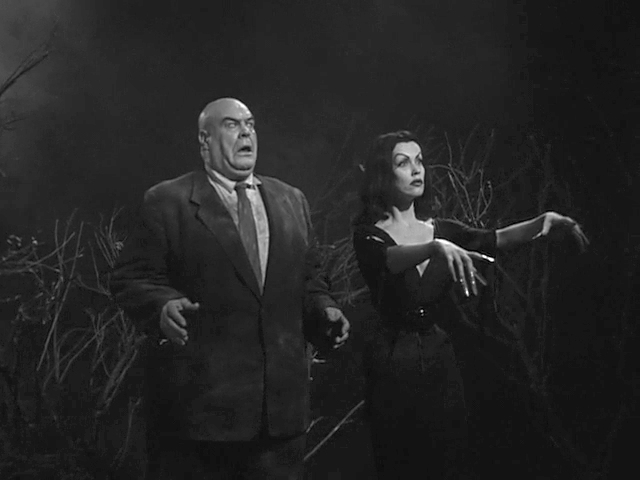
Tor Johnson et Vampira dans Plan 9 from Outer Space, scène reproduite dans le film de Tim Burton.

Quelque temps plus tard, Lugosi meurt alors que Wood travaille sur un autre projet de film. Wood trouve un financement en persuadant les responsables d'une église baptiste que produire un film de science-fiction qui sera un succès leur fera gagner l'argent nécessaire pour tourner un film sur les apôtres. Il engage Tom Mason, un chiropracteur, pour remplacer Lugosi, car il lui trouve une ressemblance avec lui. Mais Wood accumule les déboires pendant le tournage de Plan 9 from Outer Space et est proche de tout abandonner après une querelle avec les baptistes. Il rencontre alors Orson Welles, son idole, dans un bar, et Welles lui redonne le courage de continuer. Wood termine le tournage de son film en s'accrochant à sa vision et, après la première du film, part se marier avec Kathy. Juste avant le générique de fin, de courtes biographies révèlent ce que sont devenus les principaux personnages du film.

## Fiche technique
- Titre : Ed Wood
- Réalisation : Tim Burton
- Scénario : Scott Alexander et Larry Karaszewski d'après le livre Nightmare of Ecstasy de Rudolph Grey
- Musique : Howard Shore
- Maquillage : Rick Baker
- Photographie : Stefan Czapsky
- Montage : Chris Lebenzon
- Décors : Tom Duffield
- Costumes : Colleen Atwood
- Production : Tim Burton et Denise Di Novi
- Société de production : Touchstone Pictures
- Société de distribution : Buena Vista Pictures
- Budget : 18 000 000 $[1]
- Pays de production :  États-Unis
- Langue originale : anglais
- Format : noir et blanc - 1,85:1 - Dolby Digital - 35 mm
- Genre : comédie dramatique, biographique
- Durée : 127 minutes
- Dates de sortie :
  - États-Unis : 28 septembre 1994 à New York et Los Angeles puis 7 octobre pour le reste du pays[2]
  - Canada : 7 octobre 1994
  - France : 21 juin 1995

## Distribution
- Johnny Depp (VF : Damien Boisseau) : Ed Wood
- Martin Landau (VF : Bernard Haller) : Béla Lugosi
- Patricia Arquette (VF : Sabrina Perret) : Kathy O'Hara
- Sarah Jessica Parker (VF : Anneliese Fromont) : Dolores Fuller
- Bill Murray (VF : Bernard Alane) : Bunny Breckinridge
- Jeffrey Jones (VF : Michel Prud'homme) : Criswell
- Lisa Marie : Vampira
- George Steele (VF : Christian Pelissier) : Tor Johnson
- Juliet Landau (VF : Chiara Mastroianni) : Loretta King
- Mike Starr (VF : Jacques Frantz) : Georgie Weiss
- Brent Hinkley (VF : Frédéric Darie) : Conrad Brooks
- Max Casella : Paul Marco
- Ned Bellamy : Tom Mason
- G. D. Spradlin (VF : Pierre Fromont) : le révérend Lemon
- Vincent D'Onofrio (VO : Maurice LaMarche ; VF : Bruno Abraham-Kremer) : Orson Welles
- Clive Rosengren (VF : William Sabatier) : Ed Reynolds

Sources et légende : Version française (VF) sur AlloDoublage

## Production

### Genèse du film et scénario
Les scénaristes Scott Alexander et Larry Karaszewski ont l'idée d'écrire un film biographique sur Ed Wood alors qu'ils sont étudiants à l'USC School of Cinematic Arts. Alexander propose même de réaliser un documentaire sur Wood, The Man in the Angora Sweater, alors qu'il est en deuxième année à l'université ; toutefois Karaszewski pense qu'« il n'y a personne sur Terre qui ferait ou voudrait faire ce film parce que ce n'est pas le genre de film qui se fait ». Alexander et Karaszewski connaissent ensuite le succès commercial en tant que scénaristes avec Junior le terrible (1990) et sa suite mais sont irrités d'être considérés seulement comme des scénaristes de films familiaux. Ils écrivent un synopsis de dix pages pour Ed Wood et le proposent au réalisateur Michael Lehmann qu'ils ont connu à l'université. Leur travail s'inspire de Nightmare of Ecstasy, une biographie complète de Wood écrite par Rudolph Grey et comprenant des interviews de la famille et de l'entourage de Wood. Lehmann expose à son tour le synopsis à la productrice Denise Di Novi, avec qui il a travaillé sur le film Fatal Games et qui a collaboré avec Tim Burton sur Edward aux mains d'argent, Batman : Le Défi et L'Étrange Noël de monsieur Jack. Un accord est conclu pour faire le film, avec Lehmann en tant que réalisateur et Burton et Di Novi comme producteurs.
En lisant Nightmare of Ecstasy et des lettres de Wood, Burton est saisi par le fait que Wood « écrivait au sujet de ses films comme s'il réalisait Citizen Kane tandis que les autres les percevaient comme les plus mauvais films jamais réalisés ». À cette époque, il est contacté par Columbia Pictures pour diriger Mary Reilly, avec Winona Ryder dans le rôle-titre, mais il abandonne ce projet quand Columbia décide d'accélérer cette production et choisit Julia Roberts à la place de Ryder. Dans le même temps, Lehmann est engagé sur Airheads et Burton décide de réaliser Ed Wood en se mettant immédiatement au travail. Lehmann reste sur le film en tant que producteur délégué ; Alexander et Karaszewski écrivent un scénario de cent cinquante pages en six semaines. Burton lit cette première version et accepte aussitôt de réaliser le film tel qu'il est écrit, sans aucune réécriture. Ce projet lui donne l'occasion de faire un film plus centré sur les personnages que sur le style. Il déclare dans un entretien : « Sur un film comme celui-ci, vous n'avez pas besoin de storyboard. Vous travaillez principalement avec les acteurs… et c'est donc mieux d'être plus spontané ». La relation entre Wood et Béla Lugosi dans le script fait écho à celle ayant étroitement uni Burton à son idole — et collaborateur à deux reprises — Vincent Price. Burton raconte dans une interview que « rencontrer Vincent a eu un impact incroyable sur moi, le même impact qu'Ed a dû ressentir en rencontrant et en travaillant avec [Lugosi] ».

### Choix des interprètes
Burton rencontre Johnny Depp, avec qui il a déjà collaboré pour Edward aux mains d'argent, pour lui proposer le rôle principal et les deux hommes se mettent d'accord en seulement dix minutes. Depp, qui est alors déprimé et a perdu l'envie de jouer, est déjà familier avec l'œuvre de Wood que John Waters lui a fait découvrir. Pour trouver sa façon de représenter Wood, Depp étudie le jeu d'acteur de Mickey Rooney, Ronald Reagan et Casey Kasem,. L'acteur déclare à propos de son personnage : « Je voulais l'incarner à la fois comme quelqu'un d'extrêmement optimiste, d'innocent et comme un brillant showman ».

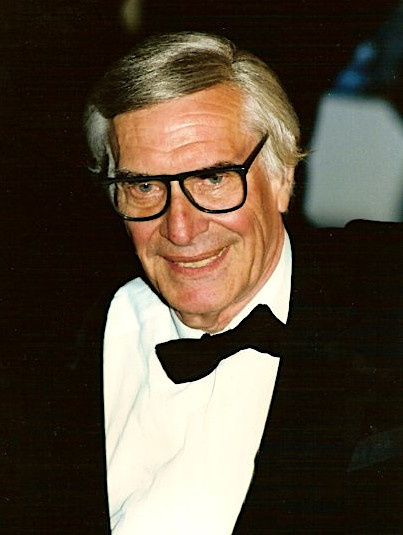
Martin Landau, ici en 1996, interprète le rôle de Béla Lugosi.

À propos du choix de Martin Landau, Burton affirme qu'il « était idéal car il a beaucoup bourlingué, traversé pas mal d'épreuves. Son existence n'est pas aussi tragique que celle de Lugosi, mais il a roulé suffisamment sa bosse à Hollywood pour bien connaître tous les rouages de la machine tout en conservant son sens critique ». Landau est hésitant à accepter le rôle car il ne désire pas tomber dans la caricature et déclare à Burton : « Si le maquillage ne colle pas, je ne le ferai pas ». Il se prépare pendant le tournage du film Intersection (1994), qui lui laisse beaucoup de temps libre, en étudiant trente films et six interviews de Lugosi sur une période de 1931 à 1956. Il s'applique à ne pas forcer son interprétation afin de ne pas accentuer le côté déjà très théâtral de Lugosi et étudie les sonorités du hongrois, langue natale de Lugosi dont il a conservé l'accent toute sa vie. Rick Baker crée la prothèse de maquillage de Landau de façon qu'il ressemble à Lugosi tout en cherchant à réduire au maximum le maquillage afin que l'acteur puisse utiliser son visage pour faire passer des émotions. L'application quotidienne du maquillage prend néanmoins deux heures et demie et, sur le tournage, même sa fille Juliet, qui interprète le rôle de Loretta King, a du mal à reconnaître son père.
Pour interpréter Dolores Fuller, Burton choisit Sarah Jessica Parker pour sa ressemblance physique et sa voix stridente qu'elle sait rendre agaçante, et pour interpréter Kathy O'Hara, le réalisateur souhaite avoir une actrice qui possède à la fois du charisme et de la gravité et se déclare « très heureux » que Patricia Arquette accepte le rôle. Cette dernière rencontre la véritable Kathy O'Hara pendant le tournage. Tim Burton souhaite avoir une distribution qui soit un mélange de vedettes et d'inconnus et engage donc des débutants comme Lisa Marie, sa fiancée à cette époque, et l'ancien catcheur George Steele aux côtés d'interprètes confirmés tels que Bill Murray et Jeffrey Jones, qui a déjà tourné avec Burton sur Beetlejuice (1988).

### Tournage
Le film est initialement produit avec Columbia Pictures comme partenaire mais, lors d'essais un peu avant le début du tournage, Burton et Landau se demandent de quelle couleur étaient les yeux de Béla Lugosi. Le réalisateur décide alors de tourner le film en noir et blanc « pour qu'on n'ait justement pas à se poser ce genre de questions ». Mark Canton, le président de Columbia, s'y oppose à moins que le studio n'obtienne un droit de regard mais Burton insiste pour avoir un contrôle créatif total. En avril 1993, soit un mois avant la date prévue du début du tournage, Canton met alors en vente les droits de développement du film. Plusieurs autres studios sont tout de suite intéressés par le rachat des droits et Burton choisit d'accepter l'offre de Walt Disney Pictures par l'entremise de sa filiale Touchstone Pictures. Avec un budget assez modeste de 18 000 000 $, Disney ne pense pas que le projet soit risqué et accorde à Burton une autonomie complète. De son côté, Burton accepte d'être payé au tarif syndical pour son travail de réalisateur sur le film.

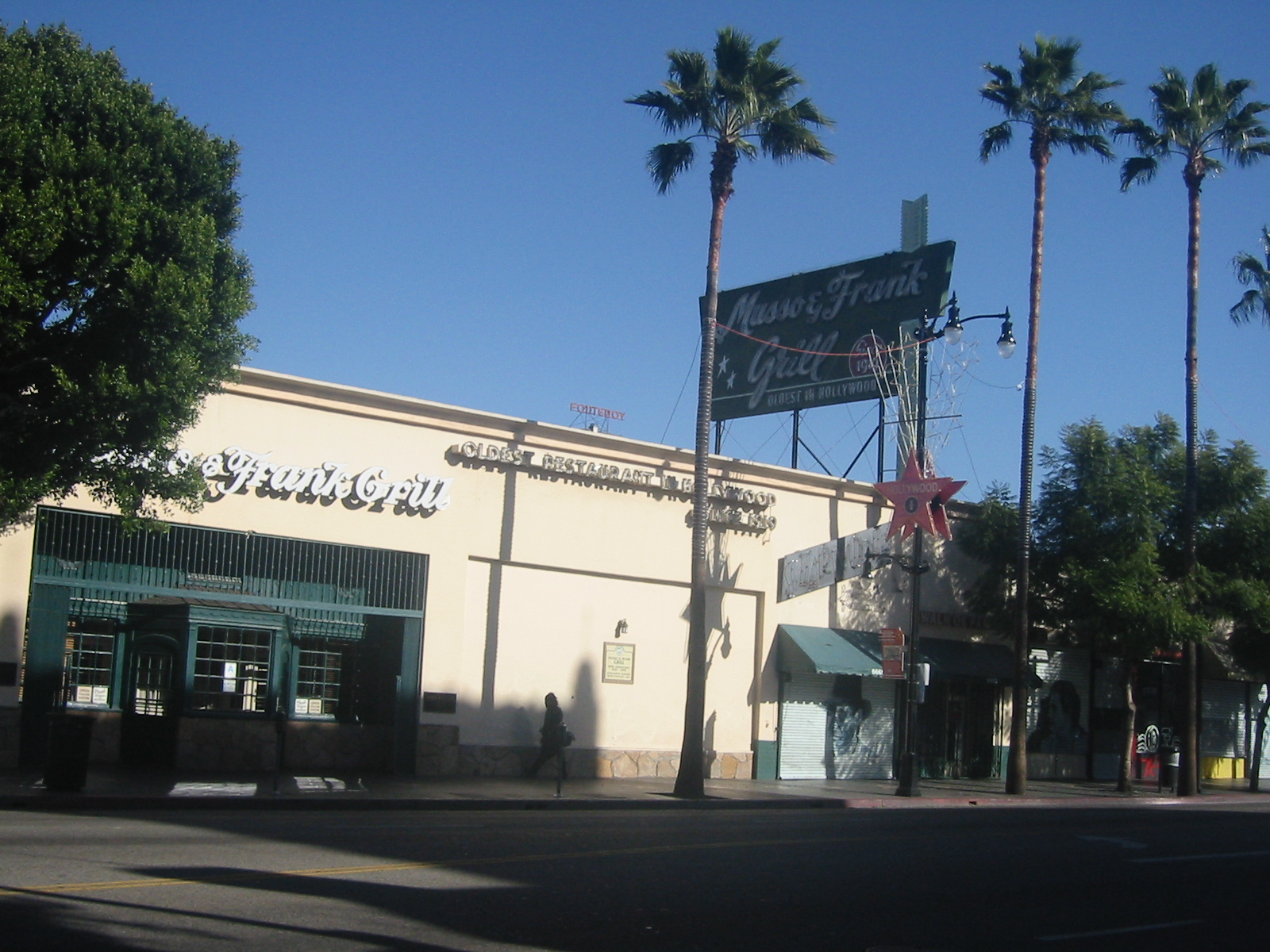
Le restaurant Musso & Frank Grill, où a été filmée la scène de la rencontre entre Ed Wood et Orson Welles.

Le tournage, qui se déroule entièrement à Los Angeles et dans ses environs, commence le 5 août 1993 et se termine le 17 novembre,. En raison du tournage en noir et blanc, un soin particulier est apporté à l'éclairage des scènes ainsi qu'à la couleur des décors et des vêtements, certaines couleurs, comme le rouge, ressortant de manière inégale en noir et blanc. Kathy Wood vient assister au tournage pendant une journée et donne à Johnny Depp le portefeuille et le répertoire de son mari.
Tim Burton privilégie autant que possible le tournage en extérieurs plutôt qu'en studio. La scène de La Fiancée du monstre où Lugosi se bat contre une pieuvre géante est recréée à Griffith Park sur les lieux de son tournage d'origine, alors qu'Ed Wood a vécu dans le même appartement que celui du film. La rencontre entre Wood et Orson Welles est filmée dans le restaurant Musso & Frank Grill et celle de la première de Plan 9 from Outer Space à l'Orpheum Theatre. Les mentions biographiques révélant à la fin du film ce qu'il est advenu d'Ed Wood et de son entourage sont ajoutées pendant la postproduction, après une projection test à l'issue de laquelle de nombreux spectateurs se posent la question.

### Bande originale

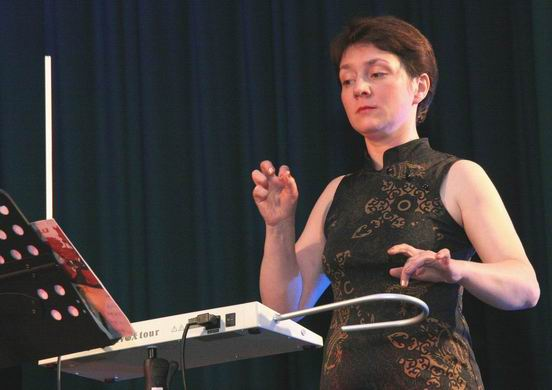
Lydia Kavina jouant du thérémine en 2005.

Howard Shore remplace Danny Elfman, partenaire habituel des films de Burton, pour composer la musique en raison d'un différend artistique qui a opposé Burton à Elfman pendant L'Étrange Noël de monsieur Jack et à cause duquel les deux hommes restent brouillés pendant quelque temps. Burton choisit Shore car il aime beaucoup sa façon d'utiliser « le tango dans certaines de ses partitions » et qu'il souhaite que la bande originale comporte des « rythmes latino-américains ». La bande originale est un hommage aux films de science-fiction des années 1950. Ainsi, de nombreux morceaux incluent l'utilisation d'un thérémine, instrument de musique électronique à la mode à cette époque. Shore fait venir à Londres Lydia Kavina, petite-nièce de l'inventeur du thérémine et spécialiste mondiale de cet instrument, pour enregistrer la bande originale avec l'orchestre philharmonique de Londres. En attendant qu'elle obtienne un visa, Cynthia Millar enregistre certains morceaux en utilisant des ondes Martenot.
Le musicien Korla Pandit, célèbre dans les années 1950, participe au film en faisant un caméo dans le rôle d'un claviériste hindou lors de la soirée de fin de tournage de La Fiancée du monstre. Le thème principal du Lac des cygnes est utilisé lors de scènes tragiques concernant Bela Lugosi, en référence au film Dracula (1931), qui utilise cette musique dans son générique d'ouverture.

## Accueil

### Sortie du film et box-office

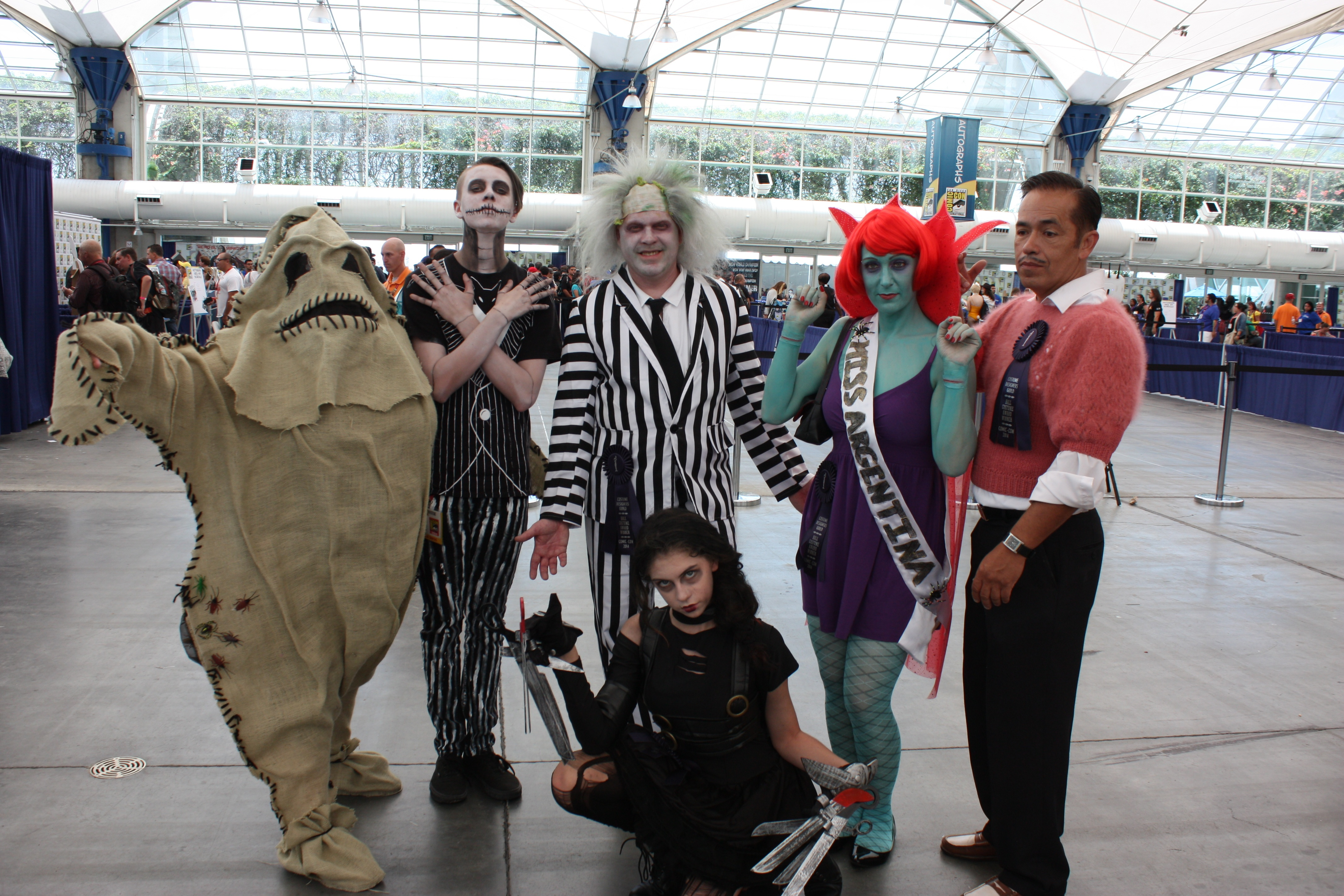
Cosplay de personnages de Tim Burton, dont, à droite, Ed Wood travesti.

La première du film a lieu au Lincoln Center le 26 août 1994 dans le cadre du festival du film de New York. Le film sort dans deux cinémas, à New York et Los Angeles, le 28 septembre, puis dans tous les États-Unis et au Canada le 7 octobre dans 623 salles. Il rapporte au total seulement 5 887 457 $ dans ces deux pays, ce qui en fait le plus gros échec commercial de la carrière de Burton. Il réalise 267 630 entrées en France et 170 588 entrées en Allemagne. Au sujet de cet échec, Burton déclare : « J'adore ce film, j'en suis fier. Personne n'est venu le voir, c'est tout ».

### Accueil critique
Le film est très bien accueilli par la critique, recueillant 92 % de critiques favorables, avec un score moyen de 8⁄10 et sur la base de soixante critiques collectées, sur le site Rotten Tomatoes. Sur le site Metacritic, il obtient un score de 70⁄100, sur la base de dix-neuf critiques collectées. En 2008, le magazine Empire le classe à la 193e place dans sa liste des 500 meilleurs films de tous les temps. La revue Cahiers du cinéma le classe au 8e rang de sa liste des meilleurs films de 1995.
Roger Ebert, du Chicago Sun-Times, donne au film 3,5 étoiles sur 4, estimant que Tim Burton a su célébrer « l'esprit un peu dingue des films d’exploitation des années 1950 », saisi de façon convaincante par la photographie en noir et blanc, que Johnny Depp joue avec « chaleur et enthousiasme » et que Martin Landau délivre une « interprétation brillante ». Peter Travers, de Rolling Stone, juge de façon positive la décision de Burton de ne pas avoir réalisé une satire ou une parodie de la vie de Wood, affirmant qu'« Ed Wood, est le film le plus personnel et le plus provocateur de Burton à ce jour. Aussi outrageusement décousu que divertissant, le film se pose comme l'hommage réussi d'un marginal à un esprit jumeau ayant échoué ». Janet Maslin, du New York Times, évoque un « très bon film », sombre et brillant à la fois, porté par un Depp à « l'interprétation astucieuse et captivante » et un Landau « éminemment bon », et regrette seulement son « manque d'élan ». Owen Gleiberman, d'Entertainment Weekly, donne au film la note de A, évoquant une « célébration du saugrenu… un hommage ironique à des célébrités minables… et un buddy movie étonnamment émouvant », « une comédie du ridicule dans laquelle le ridicule devient sublime ». Mark Salisbury, du magazine Empire, donne au film 4 étoiles sur 5, évoquant une « analyse délicieuse, drôle, bizarre, touchante et magique de l'un des cinéastes les plus diffamés de l'histoire du cinéma de la part d'un réalisateur dont l'œuvre a toujours montré une véritable affinité avec les exclus », et soulignant les interprétations remarquables de Depp et Landau. Michel Pascal, du Point, estime que le film est « une parabole émouvante » et que « grâce aux sortilèges de ce film-miroir sur la condition de l'artiste, Tim Burton a fait d'Ed Wood une légende et l'a sauvé de l'oubli éternel ». Pour Isabelle Daniel, de Télérama, le film est « un chant d'amour à la passion du cinéma » où Burton, « entouré de comédiens formidables jusque dans les plus petits rôles et servi par un noir et blanc sublime », « nous fait plonger, dès le générique de début, dans l'univers délirant d'Ed Wood ». Olivier Kohn, de Positif, considère que Burton innove doublement en proposant pour la première fois une « réflexion directe sur son art » et en substituant le public « à la collectivité normale » de ses films précédents ce qui induit un effet aussi dérangeant que fascinant. Pour Antoine de Baecque, des Cahiers du cinéma, Burton retrouve « le conte d'enfance qui anime son univers, et le personnage d'Edward Wood le touche infiniment à travers cet entourage de figures peu à peu constituées en noyau protecteur » tandis que le film « n'est jamais aussi beau que lorsqu'il enregistre les humeurs et les émotions passant d'un membre [de la troupe d'Ed Wood] à un autre ».
Du côté des critiques négatives, Desson Howe, du Washington Post, reproche au film de n'effleurer que la surface du personnage de Wood sans aborder son côté le plus sombre et regrette que les personnages ne soient pas assez chaleureux, en dépit des interprétations amusantes de Depp, Landau et Bill Murray. Pour Richard Corliss, de Time, le film démarre bien mais devient ensuite ennuyeux et est trop complaisant sans montrer le zeste de folie et la souffrance des marginaux présents dans les films précédents de Burton. Rick Groen, du Globe and Mail, considère que cet hommage est « aussi imparfait que son sujet ». Gérard Lefort, de Libération, estime que le film est « un grand raté », une œuvre maniérée qui privilégie l'image aux personnages.

## Distinctions
Le film obtient deux récompenses lors de la 67e cérémonie des Oscars, celles du meilleur maquillage et du meilleur acteur dans un second rôle, qui est attribué à Martin Landau, alors que le favori est Samuel L. Jackson, pour son rôle dans Pulp Fiction. À l'annonce du résultat, Jackson ne peut d'ailleurs retenir sa déception, laissant échapper un shit (« merde ») devant les caméras. Landau remporte aussi le Golden Globe du meilleur acteur dans un second rôle. Le film est présenté en sélection officielle lors du festival de Cannes 1995 et y reçoit un accueil poli mais froid.

### Récompenses
| Année                      | Cérémonie ou récompense             | Prix                                      | Lauréat(es) |
| -------------------------- | ----------------------------------- | ----------------------------------------- | ----------- |
| 1995                       |                                     |                                           |             |
| Oscars du cinéma           | Meilleur acteur dans un second rôle | Martin Landau                             |             |
| Oscars du cinéma           | Meilleur maquillage                 | Rick Baker, Ve Neill et Yolanda Toussieng |             |
| Golden Globes              | Meilleur acteur dans un second rôle | Martin Landau                             |             |
| Saturn Awards              | Meilleur acteur                     | Martin Landau                             |             |
| Saturn Awards              | Meilleure musique                   | Howard Shore                              |             |
| Screen Actors Guild Awards | Meilleur acteur dans un second rôle | Martin Landau                             |             |
| NSFC Awards                | Meilleur acteur dans un second rôle | Martin Landau                             |             |
| NSFC Awards                | Meilleure photographie              | Stefan Czapsky                            |             |

### Nominations et sélections
| Année                          | Cérémonie ou récompense                                             | Prix                                      | Nommé(es) |
| ------------------------------ | ------------------------------------------------------------------- | ----------------------------------------- | --------- |
| 1994                           | Festival du film de New York                                        | Sélection officielle                      |           |
| 1995                           |                                                                     |                                           |           |
| Festival de Cannes             | Sélection officielle en compétition                                 |                                           |           |
| Golden Globes                  | Meilleur film musical ou de comédie                                 |                                           |           |
| Golden Globes                  | Meilleur acteur dans un film musical ou une comédie                 | Johnny Depp                               |           |
| Saturn Awards                  | Meilleur film fantastique                                           |                                           |           |
| Saturn Awards                  | Meilleur scénario                                                   | Scott Alexander et Larry Karaszewski      |           |
| Writers Guild of America Award | Meilleur scénario original                                          | Scott Alexander et Larry Karaszewski      |           |
| 1996                           |                                                                     |                                           |           |
| BAFTA Awards                   | Meilleur acteur dans un second rôle                                 | Martin Landau                             |           |
| BAFTA Awards                   | Meilleurs maquillages et coiffures                                  | Rick Baker, Ve Neill et Yolanda Toussieng |           |
| Union de la critique de cinéma | Grand Prix                                                          |                                           |           |
| Grammy Awards                  | Meilleure composition instrumentale pour le cinéma ou la télévision | Howard Shore                              |           |

## Analyse

### Une biographie fantasmée
Au sujet des inexactitudes historiques du film, Tim Burton explique qu'il n'a pas cherché à faire un film totalement fidèle au niveau du réalisme mais a voulu faire transparaître l'optimisme d'Ed Wood, « un optimisme à toute épreuve qu'on peut interpréter comme une forme de négation de la réalité ». Il avoue d'ailleurs que les biopics lui paraissent en général « guindés et ennuyeux tellement ils sont respectueux ». Il reconnaît qu'il a probablement dépeint Wood et son entourage d'une façon exagérément bienveillante, affirmant qu'il n'a pas voulu ridiculiser des personnes qui l'avaient déjà été pendant une bonne partie de leurs vies. Il a décidé de ne pas évoquer la partie la plus sombre de la vie de Wood parce que ses lettres n'y faisaient jamais allusion et demeuraient optimistes. À cet effet, Burton a voulu faire son film à travers le regard de Wood. À propos des films de Wood, Burton affirme : « Je n'ai jamais rien vu qui leur ressemble, ce genre de mauvaise poésie et de redondance, le genre à dire en cinq phrases ce qui n'en prendrait qu'une à la plupart des gens… Il y a pourtant en eux une sincérité qui est fort peu commune et j'ai toujours trouvé cela assez touchant, cela leur donne un côté surréaliste et bizarrement sincère ».

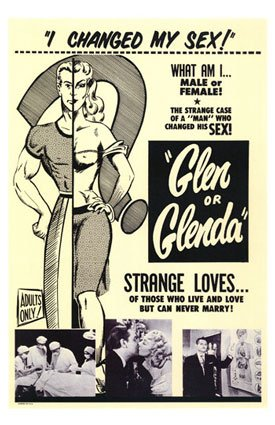
Tim Burton aborde dans son film les habitudes de travestissement d'Ed Wood de manière simple et factuelle.

Ed Wood est un « héros artiste et marginal, paria d'Hollywood » dont le destin à l'opposé de la success story à l'américaine en fait un sujet burtonien par excellence. Burton filme sa carrière résumée en trois films sans porter de jugement sur son œuvre ou ses habitudes de travestissement. À ce sujet, il pense que la scène où Wood révèle à Kathy qu'il aime se travestir est la plus émouvante car c'est un exemple de « tolérance inconditionnelle, chose qu'on croise rarement dans l'existence car les gens nous acceptent rarement tels que nous sommes ». La rencontre entre Wood et Orson Welles tout comme la première triomphale de Plan 9 from Outer Space sont imaginaires, des moments fantasmés par Burton. Plan 9 n'a d'ailleurs même pas été projeté à Los Angeles à l'époque de sa sortie initiale.
Le film omet de faire référence à Hope Lininger, mariée à Béla Lugosi en 1955, et au fils de celui-ci, Béla Jr, alors adolescent. Cette omission est voulue afin de concentrer l'attention sur la relation entre Wood et Lugosi. Le personnage de Dolores Fuller tel qu'il est représenté dans le film est également assez éloigné de sa vraie personnalité, celle d'une femme dynamique et enjouée selon Ken Hanke. Fuller elle-même a critiqué la manière dont son personnage était représenté mais a apprécié le film : « En dépit des libertés qu'il a prises, je pense que Tim Burton est fabuleux. J'aurais souhaité qu'il y ait une histoire d'amour plus profonde parce que nous nous sommes vraiment aimés. Nous avons tâché de trouver des investisseurs ensemble, j'ai travaillé tellement dur pour soutenir Ed ».

### Une passion de cinéphile
Pour Antoine de Baecque, le film est un « roman familial » avant tout. Ed Wood se trouve une « famille d'élection » qui se constitue autour de lui à travers des rencontres successives. Alors qu'Hollywood « le rejette avec mépris », Béla Lugosi devient son père, Tor Johnson, Vampira et le mage Criswell ses frères et sœurs : « Il ne s'agit pas d'une troupe, ni d'une tribu, mais d'une communauté de sentiments, d'un corps organique où la personne réelle se confond avec la figure de fiction ». « Le cinéma devient l'espace de la quête paternelle et fraternelle » permettant à Ed Wood de vivre son rêve de cinéphile.
La cinéphilie selon Burton est sensitive et non érudite. C'est une complicité, une « trace fantomatique de l'amitié » et non la capacité à citer des dialogues par cœur. Ed Wood se distingue par sa « croyance absolue » dans la puissance du cinéma, une passion sincère qui s'oppose à « l'ironie cynique » des érudits qui peuvent dresser la liste détaillée de ses erreurs techniques. Ed Wood est enchanté par la passion de son art, et chaque enregistrement de pellicule a pour lui valeur de relique. Il paraît même possédé à chaque fois qu'il dirige une scène, et cet envoûtement valide sa vocation de cinéaste.
Selon Olivier Kohn, de Positif, le film est une réflexion directe sur le cinéma. Les films d'Ed Wood possèdent une « sensibilité marginale, hors norme, que l'on frappe d'ostracisme » car Wood et son entourage font figure d'intrus dans la société hollywoodienne. Wood et Lugosi ne séparent pas le cinéma de la vie, le travestissement et les cercueils font partie d'eux, et c'est ce passage sans transition du fictionnel au réel qui heurte la normalité. Comme Orson Welles, Wood est mis à l'écart par Hollywood à cause de sa passion, de son refus des règles. Si la critique ne les réunit pas par son évaluation esthétique, elle le fait en tant que « facteur de discrimination sociale ». Notre société exclut les déviances, même innocentes, qui « n'ont d'autre tort que de porter la marque d'une humanité peut-être trop humaine ».

## Éditions en vidéo
Sur le marché vidéo, Ed Wood est d'abord distribué en VHS quelques mois après sa sortie au cinéma. Il sort en DVD le 18 avril 2003 en région 2 et le 19 octobre 2004 en région 1. Cette version en DVD comprend un commentaire audio et plusieurs documentaires. La version en disque Blu-ray sort le 18 septembre 2012 en région 1 et le 15 mai 2013 en région 2. Elle ne comporte pas de bonus supplémentaires par rapport à la version en DVD.